# Elster (Elben)
 For alternative betydninger, se Elster. (Se også artikler, som begynder med Elster)
Elster (Elbe) er en by i den tyske delstat Sachsen-Anhalt. Den hører under Landkreis Wittenberg og har siden 2005 været en del af forvaltningssamarbejdet Elbaue-Fläming. Det har tidligere været del af et samarbejdet Elster-Seyda-Klöden.

## Geografi og transport
Kommunen og byen ligger cirka 15 km øst for Wittenberg og 10 km vest for Jessen. Kommunen løber hovedvej (Bundesstraße) B 187 og jernbanelinjen mellem Wittenberg og Cottbus.
Den ligger hvor floden Schwarze Elster løber ud i Elben.